# Kearney (Ontario)
Kearney es un pueblo canadiense situado en la provincia de Ontario.

## Superficie
Kearney tiene una superficie de 528,21 km².

## Demografía
En 2021, tenía 974 habitantes, una densidad poblacional de 1,8 hab./km², y 1195 viviendas.